# 山田輝郎
山田 輝郎（やまだ きろう、1894年（明治27年）11月16日 - 1982年（昭和57年）4月17日）は、日本の実業家。ロート製薬会長。山田スイミングクラブ設立者。大阪府多額納税者。ロート製薬の前身である信天堂山田安民薬房を創業した山田安民の長男。

## 来歴
奈良県宇陀郡伊那佐村（後の榛原町、現・宇陀市）出身。山田安民の長男である。1899年、父・安民が大阪で信天堂山田安民薬房創業。
1920年、早稲田大学専門部政治経済科を卒業。山田安民薬房に入る。1936年、父の退隠に伴い家督を相続する。1939年、上海に山田製薬會社を、1940年、奉天に満州山田製薬會社を各設立し共に其の社長に就任する。1943年、父・安民死去。1949年、ロート製薬株式会社に改組、社長に就任。
1954年9月に大衆胃腸薬『シロン』（後の『パンシロン』の源流）を発売。これがヒット商品となり、会社を急成長させた。
1964年に行われた東京オリンピックの競泳で日本勢が不振だったことから、翌年1965年に私財を拠出して山田スイミングクラブを設立。後のミュンヘンオリンピック金メダリスト青木まゆみらを育てた（1972年解散）。1977年、私財から30億円を拠出し財団法人山田科学振興財団を設立。
1978年、ロート製薬社長の座を長男の山田安邦に譲り、会長に就任。1981年、勲三等旭日中綬章を受章。
1982年4月17日、気管支喘息のため死去。享年87。

## 人物
趣味は読書。宗教は融通念仏宗。住所は大阪市東区南久宝寺町。大阪府在籍。
1959年11月、大阪市生野区巽西に当時としては最新鋭の設備を誇る本社工場を完成させた。この社屋は現在も本社として使用されており、1962年から一社提供のテレビ番組で使用されている鳩が飛び交うオープニング（1993年以前は実写、1993年から2010年まではアニメーションで放送された）で知られている。又、テレビ界では大橋巨泉と親しく、1976年1月に始まった一社提供番組『クイズダービー』が複雑なルールで不振だった時に、TBSからの打ち切り勧告を撤回させた。

## 家族・親族
山田家
- 父・安民[3]（1868年 - 1943年、元・胃活、ロート目薬本舗店主）[4]
- 妻・八重（1898年 - ?） - 大阪府、川崎佐治右衛門の長女[3]。辰馬半左衛門の姪。
- 男・安邦[3]（1926年 - 2003年） - 元・ロート製薬会長
  - 同妻（大阪府、清滝幸次郎の次女）[5]
- 二男・安信（1929年 - ） - 関西学院大学法学部卒、大和開発興業社長、ロート製薬取締役[6]
- 三男・安定[3]（1932年 - ） - 東大工学部卒、物理学者、大阪大学名誉教授。妻の親戚にカルピス創業家[7]。
- 四男・安正（1935年 - ） - 阪大卒、兵庫医大助教授[6]
- 五男・安廣[3]（1938年 - ） - 阪大薬学部卒、ロート製薬取締役、メンソレータム（米国）会長[8]。アンズコーポレーション（旧・日本ジョセフィン）代表取締役会長

親戚
- 上山薫（内外除虫菊社長）
- 清滝幸次郎（池田銀行頭取）
- 錢高輝之（錢高組会長）
- 津村重舎（津村順天堂創業者）